# Tell Me What Rockers to Swallow
Tell Me What Rockers to Swallow er en DVD, som handler om bandet Yeah Yeah Yeahs. 
Filmen er fra oktober 2004 og varer 138 minutter. 
På DVD'en er der blandt andet en koncertoptagelse fra San Francisco, et interview med bandet og fire musikvideoer.
| Musik | Spire Denne musikartikel er en spire som bør udbygges. Du er velkommen til at hjælpe Wikipedia ved at udvide den. |